# Уэссекская культура
Уэссекская культура (англ. Wessex culture) — доминирующая археологическая культура центральной и южной части доисторической Британии в период раннего бронзового века. Первым ввёл термин и предложил определение культуры британский археолог Стюарт Пигготт в 1938 году. Данную культуру не следует путать с более поздним англосаксонским королевством Уэссекс.

## Происхождение
Происхождение культуры связывается с курганами из Арморики в северной Франции, прототипы которых, в свою очередь, имеются в Среднерейнской группе культуры колоколовидных кубков.

## Хронология
Хронологически культура делится на фазы Уэссекс I (2000—1650 до н. э.) и Уэссекс II (1650—1400). Фаза Уэссекс I связана с достройкой и использованием Стоунхенджа на последних этапах его существования.

## Погребения
Уэссексцы хоронили своих покойных под курганами, сначала используя погребение в земле, затем — кремацию. Нередко в захоронении находились богатые погребальные дары.

## Связи с другими культурами
Клад с характерными для уэссекской культуры артефактами был обнаружен в Германии, на территории адлербергской культуры. Также артефакты уэссекской культуры имели особенности, характерные для культур соседней Бретани (северо-западное побережье Франции).
По-видимому, культура имела развитые торговые связи с континентальной Европой, импортировала янтарь из Балтики, ювелирные изделия из Германии, золото из Бретани, а также кинжалы и бусы из Микенской Греции. Доходы от подобной торговли, видимо, позволяли уэссексцам осуществить строительство второго и третьего этапов Стоунхенджа; кроме того, подобная торговля свидетельствует о развитой социальной организации.

## Спорность термина
Когда впервые появился термин «Уэссекская культура», исследования доисторического периода Британии ещё только зарождались, поэтому необычно богатые и хорошо документированные захоронения Уэссекса постоянно упоминались в литературе о бронзовом веке. В XX веке было открыто большое количество новых захоронений бронзового века, в связи с чем представления о раннем и среднем бронзовом веке значительно изменились. С конца XX века среди археологов стало принято считать Уэссекскую культуру скорее ограниченным социальным слоем, чем собственно отдельной культурной группой, конкретно относящимся к примерно сотне особенно богатых захоронений в Уилтшире и на близлежащих территориях. Термин «Уэссекская культура», однако, чётко привязан к одной из групп кубков в Ирландии.